# Concepción de la Fuente
Concepción de la Fuente Cobos (Calatayud, 6 de junio de 1930-ib. 27 de junio de 2009) fue una archivera, historiadora y profesora española. Su carrera profesional se desarrolló en el Archivo Histórico Nacional de Madrid, donde fue la archivera responsable de los fondos de las órdenes militares españolas y los Consejos de España de época moderna.

## Trayectoria
Se licenció en Filosofía y Letras por la Universidad Complutense de Madrid (UCM) en 1953. Durante los años siguientes fue becaria del Instituto de Historia Jerónimo Zurita del Consejo Superior de Investigaciones Científicas (CSIC) de 1955 a 1960. Posteriormente, fue profesora ayudante en la misma universidad desde 1957, y trabajó en el Museo de la Casa de la Moneda entre 1957 y 1960. 
En 1960, De la Fuente obtuvo plaza en el Cuerpo de Archivos, Bibliotecas y Museos de la Ciudad y trabajó en el Archivo de Villa de Madrid. En 1966, ingresó, también por oposición, en el Cuerpo Facultativo de Archiveros, Bibliotecarios y Arqueólogos, desempeñando distintos destinos en el Servicio de Archivos y Bibliotecas de Logroño, el Registro General de la Propiedad Intelectual, el Ministerio de Obras Públicas y Urbanismo y, finalmente, en el Archivo Histórico Nacional, dónde permaneció hasta su jubilación. En este archivo ocupó los puestos de Jefa de la Sección de Órdenes Militares, de los Consejos Suprimidos y del Departamento de Descripción y Conservación.
Se doctoró en 1991 por la Universidad Complutense de Madrid con la tesis titulada La vida económica del monasterio de Piedra en la primera mitad del siglo XIV (1300-1349), dirigida por el historiador Miguel Ángel Ladero Quesada y publicada en 1993. El resto de su bibliografía se relaciona con los fondos documentales en los que trabajó: órdenes militares, obras públicas, Archivo Histórico Nacional; y con sus intereses personales, como el Monasterio de Piedra o la historia de Calatayud.

## Publicaciones
- 1983 - Guía del Archivo General del Ministerio de Obras Públicas y Urbanismo: (fondos documentales de Obras Públicas), Madrid, Dirección General de Bellas Artes y Archivos.[4]

- 1993 - La vida económica del Monasterio de Piedra en la primera mitad del siglo XIV, Madrid, Universidad Complutense.
- 2001 - Libro de apeos del Monasterio de Piedra (1344). Libro de cuentas de la Bolsería del Monasterio de Piedra (1307-1348), Zaragoza, Institución Fernando el Católico.[5]

## Reconocimientos
En 1971, obtuvo una beca de la Fundación Juan March para estudiar en los Archivos Nacionales y Administración de Documentos en Washington D. C. (Estados Unidos). También la becó el gobierno francés para asistir en 1980 al prestigioso Stage Technique International d'Archives en París. De la Fuente fue miembro del Centro de Estudios Bilbilitanos (1983), Académica Correspondiente de la Real Academia de Nobles y Bellas Artes de San Luis de Zaragoza (1993) y Dama de la Orden de Caballería del Santo Sepulcro de Jerusalén (2001).
En 2020, fue incluida dentro del proyecto «Mujeres Investigadoras en los Archivos Estatales (1900-1970)» para la descripción archivística y creación de un micrositio específico en el Portal de Archivos Españoles (PARES), desarrollado entre 2020-2023. Este proyecto ha sido impulsado por la Subdirección General de Archivos Estatales, con el objetivo visibilizar la labor de investigación realizada en España por las mujeres en el intervalo 1900-1970 partiendo de los registros documentales que se conservan en los Archivos de Gestión de los AAEE del Ministerio de Cultura (el Archivo Histórico Nacional, el Archivo de la Corona de Aragón, el Archivo General de Simancas, el Archivo General de Indias, el Archivo de la Real Chancillería de Valladolid, el Archivo General de la Administración y el Centro de Información Documental de Archivos).